# Fregaty typu Chikugo
Fregaty typu Chikugo – typ jedenastu japońskich lekkich fregat, zbudowanych w latach 70. XX wieku dla Japońskich Morskich Sił Samoobrony. Okręty przeznaczone były głównie do zadań eskortowych i patrolowych oraz zwalczania okrętów podwodnych. Ostatni okręt typu Chikugo został wycofany ze służby w 2003 roku.

## Okręty
- DE-215 "Chikugo"
- DE-216 "Ayase"
- DE-217 "Mikuma"
- DE-218 "Tokachi"
- DE-219 "Iwase"
- DE-220 "Chitose"
- DE-221 "Niyodo"
- DE-222 "Teshio"
- DE-223 "Yoshino"
- DE-224 "Kumano"
- DE-225 "Noshiro"